# ساری گلین

ترانه ساری گلین (به ترکی آذربایجانی: Sarı gəlin)، (به ارمنی: Սարի աղջիկ، ساری آغچیک)، یک ترانهٔ افسانه‌ای فولکلور است که به ترکی آذربایجانی و ارمنی و با نام دامن‌کشان و یکبار هم با نام پاییز آمد به فارسی خوانده شده‌است. وجه اشتراک این ترانه‌ها ملودی آن در دستگاه بیانی است و تفاوت‌های فاحشی در متن ترانه آن‌ها در زبان‌های مختلف وجود دارد. این ترانه در میان مردم آذربایجان، ارمنستان، ایران و ترکیه رایج است.

## نام ترانه
صفت «ساری» (Sarı) در زبان ترکی به معنی «زرد» است. ساری گلین (Sarı gəlin)، نام این ترانه در زبان ترکی آذربایجانی، به معنای «عروس بور» یا «عروس زرین» یا «عروس زردپوش» است.
«ساری» sari (սարի) در زبان ارمنی به معنی «کوه - کوهستان» می‌باشد و آغچیک "aghjik" به معنی دختر. ساری آغچیک (Սարի աղջիկ)، نام این ترانه در زبان ارمنی، به معنی «دختر کوهسار» است.
روبرت دانکوف در کتاب «واژه‌های ارمنی در ترکی» معتقد است کلمه ترکی «ساری» (Sarı) از واژه ارمنی (Sari) گرفته شده‌است؛ و بر زبان ترکی نیز تأثیر گذاشته اشت. واژه ارمنی (Sari) در آهنگ‌های ارمنی به کار رفته‌است. دیلاور دوزگون معتقد است: «رنگ زرد» که در اساطیر ترکی وجود دارد یک عنصر شناخته شده‌است و عبارت «عروس زرد» (sarı gelin) «دختر زرد» (sarı kız) اغلب در ملودی‌های مردمی ترک‌های ساکن ترکیه، بالکان، حتی در میان ازبک‌ها، قزاق‌ها، ترکمن‌ها و تاتارها یافت می‌شود.
نسخه فارسی این ترانه با نام‌های دامن‌کشان و ساقی می‌خواران شناخته شده‌است؛ و تنها ملودی آن را استفاده کرده‌است.

## ریشه
توافق در ریشهٔ این ترانه، میان افراد مورد بحث است. شانار یورداتاپان، (نوازنده، آهنگساز، ترانه‌سرا، مدافع حقوق بشر)
در کتاب «ترکیه: سانسور گذشته و حال» و «ماری کورپه» (فعال حقوق بشر، روزنامه‌نگار و عضو یونیسف) در کتاب "Shoot the Singer!: Music Censorship Today" می‌نویسند: ترانه ساری گلین ارمنی است.

## واژه‌شناسی
در مورد ریشه‌ واژه ‌های ساری  و گلین  دیدگاه‌های متفاوتی وجود دارد و توافق در مورد ریشه‌های این دو واژه در میان افراد گوناگون مورد بحث است.

## متن ترانه

### ساری گلین (ترکی آذربایجانی)
| ترکی آذربایجانی            | برگردان فارسی                   |
| -------------------------- | ------------------------------- |
| ساچؽن اوجون هؤرمَزلَر        | نوک موی بلند را نمی‌بافند        |
| گۆلۆ سولو (قون‌چا) دَرمَزلَر   | گل تر (شکوفه) را نمی‌چینند       |
| سارؽ گَلێن                  | عروس خورشید(زردپوش)             |
| بو سئوْدا نَه سئوْدا دؽر      | این عشق چه عشقی‌ست               |
| سَنێ مَنَه وئرمَزلَر            | تو را به من نمی‌دهند             |
| نئېلێم آمان‌آمان            | چه کنم امان امان                |
| سارؽ گَلێن                  | عروس خورشید                     |
| بو دَرَه‌نێن اوزونو           | در بلندای این درّه               |
| چوْبان قاېتار قوزونو        | ای چوپان برّه را بازگردان        |
| قاېتارمازسان قوزونو        | اگر برّه را برنگردانی            |
| اؤلدۆرَم اؤزۆمۆ             | خودم را خواهم کشت               |
| نَه اوْلا بیر گۆن گؤرَم       | چه شود اگر من روزی ببینم        |
| نازلؽ ېارؽمؽن اۆزۆنۆ       | روی معشوق عزیزم را              |
| نئېلێم آمان‌آمان            | چه کنم امان امان                |
| سارؽ گَلێن                  | عروس خورشید                     |
| عاشؽق ائل‌لَر آېرؽسؽ         | عاشق از آشنایان به‌دور افتاده    |
| شانا تئل‌لَر آېرؽسؽ          | شانه از موها جدا مانده          |
| آېرؽسؽ بیر گۆنۆنَه دۆزمَزدێم | تاب یک روز جدایی‌اش را نداشتم    |
| اوْلدوم ېیل‌لَر آېرؽسؽ        | سالیان است که از او جدا مانده‌ام |
| نئېلێم آمان‌آمان            | چه کنم امان امان                |
| سارؽ گَلێن                  | عروس خورشید                     |

### نسخه بلند آذربایجانی(برگردان فارسی)
| انتهای موهایت را نباف،گل جوان را نچین،عروس طلایی. انتهای موهایت را نباف،گل جوان را نچین،عروس طلایی. تو برای عشق با من به دنیا آمدی. ما به دنیا آمدیم که همدیگر را دوست داشته باشیم. تو تنها کسی هستی در زمین،آسمان و در زندگی(که دوستش دارم) تو آفتاب منی،آتش منی. من در شبی مهتابی عاشقت شدم(عروس) طلایی. یک مرد و عروس طلایی. تنها ستاره، زمین و نفس تو را دوست دارم. زندگی را دوست دارم، زندگی تویی. چشمانم که تو را می بیند پر از اشتیاق است، مثل روشنایی به خوابم(رویایم)آمدی، عروس طلایی. این چه عشقی است؟ نمی گذارند با تو ازدواج کنم چه کنم،چه کنم عروس طلایی؟ این چه عشقی است؟ تو را به من نمی دهند. من هستم، در میان ستاره ها به دنبال تو می گردم. جوابم را بده و دلم را نشکن! با گرمای نفست نفس می کشم، تمام عمر به یادت هستم،کافیست! اشک هایت را خشک(پاک)کن و گریه نکن! آتش را در دلت زیاد نگه ندار، خوشبختی مقدر تو بر پیشانی ات نوشته شده است. عشق ناب در یک شب،اما این فقط یک رویاست و تو در رویای من هستی، تو عروس طلایی منی در میان آرزوهای من. این چه عشقی است؟ نمی گذارند ازدواج کنیم. چه کنم،چه کنم عروس طلایی؟ این چه عشقی است؟ تو را به من نمی دهند. این ما هستیم، فقط ما و آسمان، تو در این شب به سوی من آمدی. نور تو مرا بیدار کرد و در میان ستاره ها از هم جدا شدیم. خدایا صدای گریه ام را بشنو، این درد شدید را در قلبم حس کردم، عشق بازی است و من برنده بودم،(ولی)نمی توانستم چنین پایانی را تصور کنم. اما تو مرگ می خواستی و عاقبت به هدفت رسیدی عروس طلایی. این چه عشقی است؟ نمی گذارند با تو ازدواج کنم چه کنم،چه کنم عروس طلایی؟ تو عروس طلایی منی، تو عروس طلایی منی. در این دره، بره را به من پس بده،چوپان... تو عروس طلایی منی... |

### ساری آغچیک (ارمنی)
در ورژن‌های ارمنی و ترکی ترکیه‌ای، مادر یا مادربزرگ دختر، نفرین شده‌است. از دید برخی، شاید به این انگیزه باشد که مادر یا مادربزرگ دختر، مایهٔ این جدایی بوده‌است.
| ارمنی | برگردان فارسی |
| --- | --- |
| ,Վարդ սիրեցի՝ փուշ դառավ (Դլե յաման. (x3 ,Գնաց, ուրիշին առավ ,Ա՜խ, մերըդ մեռնի ,սարի աղջիկ, օ՜յ, օ՜յ ,Քարի աղջիկ, օյ, օյ ,Քար սիրտ աղջիկ, օյ, օյ ,Չար սիրտ աղջիկ . Գնաց, ուրիշին առավ . Դլե յաման, լեյլի յար ջան      | عاشق یک رز شدم، خار شد، دل، ای امان. (۳ بار) رفت و دیگری را برگزید، آخ، مادرت بمیره، تو دختر کوهستان، آی آی، تو دختر سنگی، آی آی، تو دختر دلسنگ، آی آی، تو دختر بددل. اون رفت و دیگری را گزید. دل، ای امان. لیلی یار جان.                |
| ,Մինուճարիս մեղքացիր (Դլե յաման, (x3 Թույն մի ածա թեժ վերքիս ,Ա՜խ մերըդ մեռնի ,սարի աղջիկ, օ՜յ, օ՜յ ,Քարի աղջիկ, օյ, օյ ,Քար սիրտ աղջիկ, օյ, օյ . Չար սիրտ աղջիկ . Թույն մի ածա թեժ վերքիս . Դլե յաման, լեյլի յար ջան | به تنها کودکم رحم کن. دل، ای امان! (۳ بار) نمک نپاش به زخم من؛ آخ، مادرت بمیره، تو دختر کوهستان، آی آی، تو دختر سنگی، آی آی، تو دختر دلسنگ، آی آی، تو دختر بددل. نمک نپاش به زخم من… دل، ای امان. لیلی جان، جان.                         |

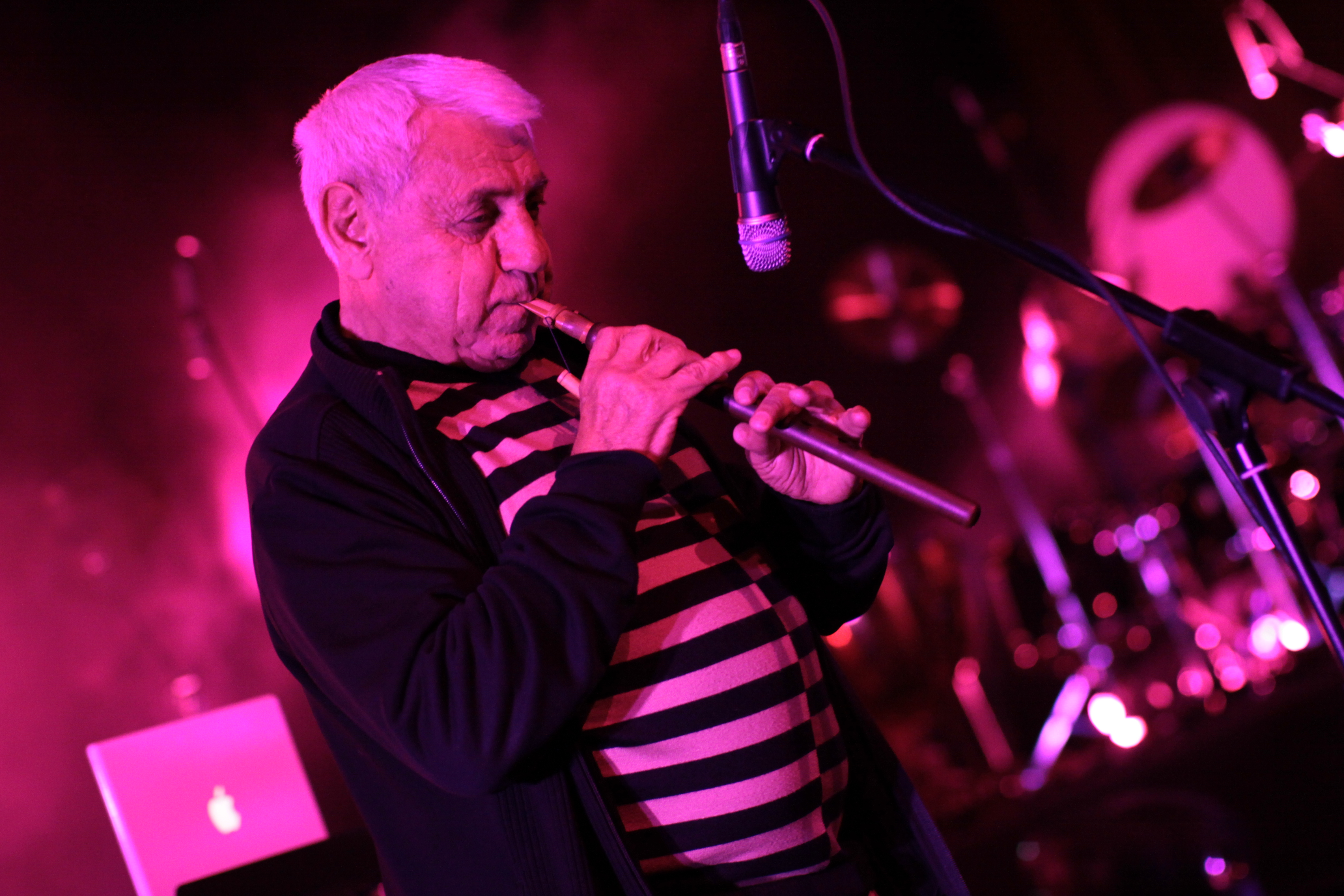
ملودی «ساری آغچیک» به معنی «دختر کوهستان» نامزد گرمی نوازنده ارمنی جیوان گاسپاریان

| ,Եղնիկ եմ՝ նետը կրծքիս Դըլե յաման Տիրել ես խելք ու մտքիս Ա՜խ մերըդ մեռնի, սարի աղջիկ, օ՜յ, օ՜յ ,Քարի աղջիկ, օյ, օյ ,Քար սիրտ աղջիկ, օյ, օյ . Չար սիրտ աղջիկ Տիրել ես խելք ու մտքիս Դլե յաման, լեյլի յար ջան           | عزیزم، خنجر در دل من، دل، ای امان. (۳ بار) تو چیره شدی بر فکر و اندیشهٔ من؛ آخ، مادرت بمیره، تو دختر کوهستان، آی آی، تو دختر سنگی، آی آی، تو دختر دلسنگ، آی آی، تو دختر بددل. تو چیره شدی بر فکر و اندیشهٔ من؛ دل، ای امان. لیلی جان، جان. |

### پاییز آمد (فارسی)
پاییز آمد 
در میان درختان لانه کرده کبوتر
از تراوش باران میگریزد

### دامن‌کشان (فارسی)
دامن‌کشان،

ساقی می‌خواران،

از کنار یاران،

مست و گیسو افشان،

می‌گریزد.
در جام می،

از شرنگ دوری،

وز غم مهجوری،

چون شرابی جوشان،

می بریزد.
دارم قلبی لرزان به رهش،

دیده شد نگران.

ساقی می‌خواران،

از کنار یاران،

مست و گیسو افشان،

می‌گریزد.
دارم چشمی گریان به رهش،

روز و شب بشمارم،

تا بیاید.
آزرده‌دل

از جفای یاری،

بی‌وفا دلداری،

ماه افسونکاری،

شب نخفتم.
با یادش تا

دامن از کف دادم،

شد جهان از یادم،

راز عشقش در دل

تا نهفتم.
از چشمانش ریزد به دلم

شور عشق و امید.

دامن از کف دادم،

شد جهان از یادم،

راز عشقش در دل

تا نهفتم.
دارم چشمی گریان به رهش.

روز و شب بشمارم

تا بیاید.

## خوانندگان نامدار

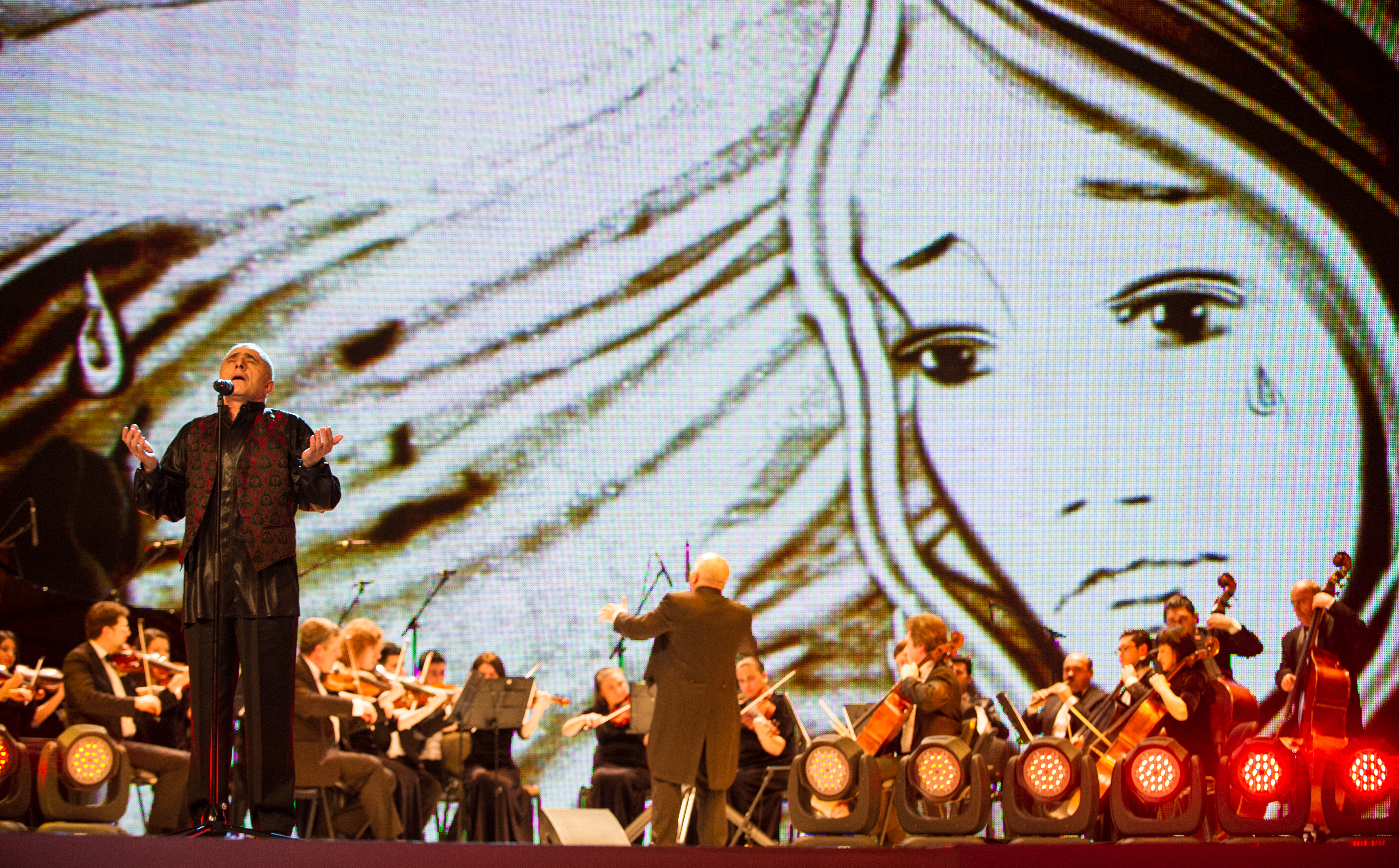
آوازخوانی علیم قاسموف در باکو.

در لیست زیر، خوانندگانی که این ترانه را بازخوانیده‌اند، آورده شده‌است.

### نسخه ترکی آذربایجانی
- رشید بهبودوف
- معزز ارسوی
- قدیر رستموف
- علی‌خان صمدوف
- علیم قاسموف
- سلدا باعجان[۱۲]
- ماهسون

### نسخه ارمنی
- آندره
- ویگن

### نسخه فارسی
- ویگن
- سامی یوسف
- پریسا ارسلانی[۱۳]
- محمد معتمدی
- علی زندوکیلی
- علیرضا افتخاری (در آلبوم سفر با نام انتظار و ترانه فارسی اجرا شده است)

همچنین، این ترانه در آلبوم به تماشای آب‌های سپید، کار نوازنده‌های برجسته حسین علیزاده و جیوان گاسپاریان (و با خوانندگی افسانه رثایی)، بازخوانی شده بود. این آلبوم، در سال ۲۰۰۶، نامزد دریافت جایزه گرمی برای بهترین موسیقی سنتی جهان شد.